# 宮中 (鹿嶋市)
宮中（きゅうちゅう）は、茨城県鹿嶋市の地名。旧鹿島郡宮中村の一部、旧鹿島郡鹿島町宮中の一部に相当する。現行行政地名は宮中一丁目から宮中八丁目及び大字宮中。郵便番号は314-0031。

## 地理
鹿嶋市の地理的中央部に位置し、鹿嶋市の中心市街地でもある。地内には鹿嶋市役所や、鹿嶋警察署のほか、官公署が置かれている市内の行政上の中心地でもある。観光地としても有名な鹿島神宮も所在する。また、国道124号沿いにはロードサイド店舗等の商業施設が建ち並んでいる。

## 歴史
- 1591年（天正19年）2月 - 鹿島清秀が太田城で佐竹義宣に誘殺され、佐竹氏一族の佐竹義久の知行地となる[6]。
- 1602年（慶長7年）6月 - 佐竹氏秋田移封によって佐竹氏の支配は終わり、鹿島神宮領となった[6]。
- 1889年(明治22年） - 鹿島郡宮中村が同郡根三田村と合併し、町村制を施行。宮中村は鹿島町大字宮中となる[7] [8]。
- 1985年（昭和60年）6月1日 - 大字宮中の一部で住居表示が実施され、大字宮中大字の一部が神野一丁目から神野四丁目となる[9]。
- 1986年（昭和61年）10月1日 - 大字宮中の一部で住居表示が実施され、大字宮中の一部が宮中一丁目・宮中六丁目に編入され、城山一丁目・城山二丁目・城山四丁目が成立した[10]。
- 1987年（昭和62年）11月6日 - 大字宮中の一部で住居表示が実施され、大字宮中の一部が城山二丁目に編入され、宮下一丁目・宮下二丁目・宮下三丁目が成立した[11]。
- 1995年（平成7年）9月1日 - 鹿島町が大野村と合併し、市制施行。これに伴い、鹿島町宮中は鹿嶋市宮中となる[7][8]。

### 町名の変遷
住居表示実施による町名の変遷は以下の通りである。
| 実施後             | 実施前（特記なければ各一部） | 実施年月日                |
| 町丁               | 字                           | 実施年月日                |
| ------------------ | ---------------------------- | ------------------------- |
| 神野一丁目（新設） | 大字宮中                     | 1985年（昭和60年）6月1日  |
| 神野二丁目（新設） | 大字宮中                     | 1985年（昭和60年）6月1日  |
| 神野三丁目（新設） | 大字宮中                     | 1985年（昭和60年）6月1日  |
| 神野四丁目（新設） | 大字宮中                     | 1985年（昭和60年）6月1日  |
| 宮中一丁目（編入） | 大字宮中                     | 1986年（昭和61年）10月1日 |
| 宮中六丁目（編入） | 大字宮中                     | 1986年（昭和61年）10月1日 |
| 城山一丁目（新設） | 大字宮中                     | 1986年（昭和61年）10月1日 |
| 城山二丁目（新設） | 大字宮中                     | 1986年（昭和61年）10月1日 |
| 城山四丁目（新設） | 大字宮中                     | 1986年（昭和61年）10月1日 |
| 宮下一丁目（新設） | 大字宮中                     | 1987年（昭和62年）11月6日 |
| 宮下二丁目（新設） | 大字宮中                     | 1987年（昭和62年）11月6日 |
| 宮下三丁目（新設） | 大字宮中                     | 1987年（昭和62年）11月6日 |
| 城山二丁目（編入） | 大字宮中                     | 1987年（昭和62年）11月6日 |

## 世帯数と人口
2017年（平成29年）7月1日現在の世帯数と人口は以下の通りである。
| 町・字     | 世帯数    | 人口     |
| ---------- | --------- | -------- |
| 宮中一丁目 | 172世帯   | 390人    |
| 宮中二丁目 | 75世帯    | 177人    |
| 宮中三丁目 | 97世帯    | 230人    |
| 宮中四丁目 | 90世帯    | 144人    |
| 宮中五丁目 | 76世帯    | 170人    |
| 宮中六丁目 | 119世帯   | 241人    |
| 宮中七丁目 | 77世帯    | 171人    |
| 宮中八丁目 | 120世帯   | 260人    |
| 大字宮中   | 3,625世帯 | 8,488人  |
| 計         | 4,451世帯 | 10,271人 |

## 交通

### 鉄道
JR東日本鹿島線が通るが鉄道駅は置かれていない。最寄駅はJR東日本鹿島神宮駅。

### 道路
- 国道51号
- 国道124号
- 茨城県道18号茨城鹿島線
- 茨城県道192号鹿島神宮線

## 施設
- 鹿島神宮
- 鹿嶋市役所
- 鹿嶋市立中央図書館
- 鹿嶋市立鹿島中学校
- 清真学園高等学校・中学校
- 鹿嶋警察署
- 国土交通省関東地方整備局常陸河川国道事務所鹿島国道出張所
- 厚生労働省茨城労働局ハローワーク常陸鹿嶋
- ショッピングセンターチェリオ
- 鹿嶋勤労文化会館
- 鹿嶋市立中央公民館
- 常陽銀行鹿島支店
- 常陽銀行鹿島東支店
- ヤマダデンキテックランド鹿島店
- ホーマック鹿嶋店
- TSUTAYA鹿嶋宮中店
- セイミヤ鹿島東店
- 鹿島バスターミナル（廃止、現在は「鹿嶋宮中」停留所）

### 官報
- 「自治省告示第116号」『官報』第17506号、大蔵省印刷局、1985年6月19日、8頁。2025年3月10日閲覧。
- 「自治省告示第193号」『官報』第17942号、大蔵省印刷局、1986年12月4日、9頁。2025年3月10日閲覧。
- 「自治省告示第33号」『官報』第18312号、大蔵省印刷局、1988年3月8日、9頁。2025年3月10日閲覧。